# 傑米·卡倫
傑米·卡倫（Jamie Cullum，1979年8月20日—），是英国的一名流行爵士乐歌手。他畢業于雷丁大学，在畢業之後就和唱片公司簽約。自2010年4月起，他開始在每星期二19:00在BBC Radio 2主持一檔爵士樂節目。他迄今為止已發行了六部專輯。

## 外部連結
- 官方网站
- Official record label site （页面存档备份，存于）